# Heil dem siegreichen Helden
Heil dem siegreichen Helden (Originaltitel: Hail the Conquering Hero) ist eine US-amerikanische Filmkomödie des Regisseurs Preston Sturges aus dem Jahr 1944. Deutschland-Premiere war am 28. November 1970 im Fernsehen in der Originalfassung mit deutschen Untertiteln.

## Handlung
Woodrow Lafayette Pershing Wilson kommt aus einer kalifornischen Kleinstadt. Sein Vater fiel als hochdekorierter Held im Ersten Weltkrieg, entsprechend hohe Erwartungen gibt es an Woodrow bei seiner Musterung für den Zweiten Weltkrieg. Das Marine Corps lehnt jedoch Woodrow wegen seines Heuschnupfens ab. Um seine Mutter nicht zu enttäuschen, gibt er vor, nach Übersee verschifft zu werden, um dort im Zweiten Weltkrieg zu kämpfen. Heimlich arbeitet er in San Diego als Werftarbeiter. 
In einer Bar spendiert Woodrow einer Gruppe Marines Getränke, und es stellt sich heraus, dass der Vorgesetzte Master Gunnery Sergeant Heppelfinger einst mit Woodrows Vater gedient hatte. Die Marines sind von der Schlacht um Guadalcanal zurückgekehrt. Nach einigen Drinks entscheiden die Soldaten, den jungen Mann nach Hause zu bringen, damit sich seine Mutter keine Sorgen zu machen braucht. Sie telefonieren die Mutter, dass ihr Sohn aus medizinischen Gründen aus der Armee entlassen wird. Zu Woodrows Verblüffung überlassen ihm die Soldaten ihre Medaillen und Auszeichnungen. 
Der gut gemeinte Schwindel eskaliert aber schnell, als die Rückkehr Woodrows in der Stadt bekannt wird. Die ganze Stadt strömt zusammen, um den heimgekommenen Kriegshelden gebührend zu empfangen. In der Euphorie wird Woodrow von Bürgern für die kommende Bürgermeisterwahl gegen dem wichtigtuerischen, eher unbeliebten Amtsinhaber Everett J. Noble aufgestellt. Die Sache wird noch verzwickter, weil Woodrow seiner Freundin Libby einen Brief geschrieben hat, in dem er ihr sagte, sie solle nicht auf ihn warten. Jetzt ist Libby mit dem Sohn des Bürgermeisters, Forrest Noble, zusammen. Mitarbeiter von Noble stellen unterdessen bereits Nachforschungen über Woodrow an, und seine Lüge könnte auffliegen.
Woodrow möchte die Lügengeschichte gerne auflösen, die ihn begleitenden Marines wollen ihn aber davon abhalten. Schließlich gesteht er bei der letzten Wahlkampfveranstaltung vor der Wahl, dass er nicht im Krieg war und die ganzen Auszeichnungen nicht die seinen sind. Danach geht er nach Hause, um seine Sachen zu packen und die Stadt zu verlassen. Libby verlässt den Bürgermeistersohn und will mit Woodrow gehen. Währenddessen preist aber Sergeant Heppelfinger gegenüber den Bürgern Woodrow als mutigen Mann, der die Lüge hasst, an. Die Tatsache, dass Woodrow die Umstände gestanden hat, gibt der Stadtbevölkerung die Überzeugung, dass Woodrow der richtige Mann auf dem Bürgermeisterposten ist.

## Hintergrund
In den Credits nicht genannt ist der spätere Oscargewinner Victor Young, der mit Werner R. Heymann an der Filmmusik zusammenarbeitete. Er gewann seinen Oscar 1956. Der dreifache Oscargewinner Hans Dreier war einer der Filmarchitekten. Das Kostümdesign wurde von der achtfachen Oscargewinnerin Edith Head geschaffen.

## Kritiken
Bosley Crowther von der New York Times fand den Film „überschäumend lustig“. Entstanden sei eine „Kleinstadtkomödie der Superlative“ und „gleichzeitig eine der weisesten“, die jemals von einem der großen Studios produziert worden sei. Variety meinte, dass der Film „ein weiterer Beweis“ dafür sei, dass Preston Sturges „einer der besten Drehbuchautoren/Regisseure“ Hollywoods sei.
Für den film-dienst war Heil dem siegreichen Helden „eine bitterböse Satire auf den Hurra-Patriotismus amerikanischer Prägung, die vor allem durch das perfekte Timing der sprachlichen und visuellen Gags besticht“. Herausgekommen sei „[s]pritzige Burlesk-Unterhaltung, die ihre Kritik durch das sentimentale Happy-End teilweise wieder zurücknimmt“.

## Auszeichnungen
Bei der Oscarverleihung 1945 war Preston Sturges in der Kategorie Bestes Originaldrehbuch nominiert.